# 維格河 (洪德姆河支流)
51°5′3.8″N 8°10′4.1″E / 51.084389°N 8.167806°E
維格河（德語：Wigge），是德國的河流，位於該國西部，處於北萊茵-威斯特法倫州，屬於洪德姆河的左支流，河道全長3.6公里，流域面積5.2平方公里。